# 松平忠郷 (深溝松平家)
松平 忠郷（まつだいら たださと）は江戸時代中期から後期の旗本。

## 来歴
五井松平家・松平忠一の三男として生まれ、深溝松平家の松平忠全の養子となる。元文2年（1737年）6月28日、将軍・徳川吉宗に御目見し、元文5年（1740年）11月2日に養父・忠全の遺跡を継ぐ。寛保2年（1742年）7月3日に書院番となり、宝暦6年（1756年）10月15日に徒頭に移り、12月18日に布衣の着用を許される。宝暦10年（1760年）6月1日に目付となり、明和2年（1765年）12月11日より船手頭を兼任する。明和5年（1768年）5月26日に勘定奉行となり、12月18日に従五位下対馬守に叙任された。安永2年（1773年）12月5日、大目付に就任。
天明4年（1784年）3月24日、江戸城内で佐野政言が田沼意知に斬りつけた際、多くの人が居合わせる中、70歳の老齢ながら真っ先に政言を取り押さえた。この功績により、4月7日に上野国新田郡の200石を加増され、所領が1200石となった。
天明7年（1787年）8月8日に旗奉行となる。寛政元年（1789年）6月25日、75歳で死去。